# Exolon
Exolon è un videogioco sparatutto programmato da Raffaele Cecco e pubblicato dalla Hewson nel 1987 per home computer Sinclair ZX Spectrum, Commodore 64 ed Amstrad CPC. Il videogioco fu in seguito convertito per Enterprise 128, Amiga e Atari ST. Nel dicembre 2005, Retrospec ha pubblicato una versione aggiornata di Exolon per Windows, scaricabile liberamente dal sito.